# Bitwa pod Wyszkowem
Bój pod Wyszkowem – walki pomiędzy polskim 31 pułkiem Strzelców Kaniowskich a bolszewickim 57 pułkiem strzelców, stoczony 18 sierpnia 1920 podczas Bitwy Warszawskiej.
Za cenę stosunkowo niewielkich strat polski pułk zdołał wyzwolić Wyszków, biorąc licznych jeńców i zmuszając bolszewicką 3 Armię do rozpoczęcia szybkiego odwrotu na wschód.

## Preludium
W pierwszej fazie Bitwy Warszawskiej 31 pułk piechoty nie uczestniczył w walkach, stacjonując w rejonie Nieporętu stanowił odwód 10 Dywizji Piechoty. Dopiero 17 sierpnia został przerzucony w rejon Radzymina i zajął pozycje obronne pod wsią Stary Dybów.
18 sierpnia dowódca II batalionu 31 pp por. Pałka zaobserwował, że przeciwnik wykazuje niewielką aktywność bojową, a wręcz szykuje się do odwrotu. Wysłana na przedpole 7 kompania szybko przystąpiła do działań pościgowych w kierunku północno-wschodnim.
Dowódca pułku kpt. Mikołaj Bołtuć otrzymał już wcześniej rozkazy, które przewidywały, że w przypadku odwrotu nieprzyjaciela 10 DP rozpocznie działania ofensywne w kierunku na Wyszków. Te same rozkazy przewidywały, że 31 pp wraz z dywizjonem strzelców konnych i dywizjonem 10 pułku artylerii polowej będzie stanowić szpicę natarcia. Otrzymawszy od por. Pałki meldunek o odwrocie bolszewików, Bołtuć postanowił niezwłocznie rzucić swój pułk do natarcia na Wyszków.

## Przebieg bitwy

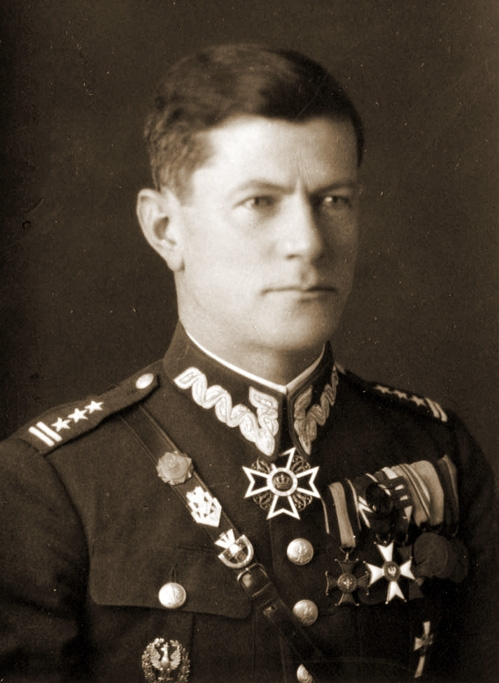
Mikołaj Bołtuć (w mundurze pułkownika WP)

W straży przedniej 31 pp wymaszerowały I batalion oraz 7 kompania II batalionu. Polacy nie napotkali większego oporu, a w rejonie Niegowa wzięto pewną liczbę jeńców oraz zdobyto wozy taborowe wraz z końmi. Tam też kpt. Bołtucia dogonił oficer ze sztabu XX Brygady Piechoty, który przekazał rozkaz wstrzymania marszu do czasu, aż Wyszków zostanie wyzwolony przez sąsiednią 8 Dywizję Piechoty. Dowódca pułku zdecydował się jednak zignorować rozkaz i na własną odpowiedzialność uderzyć na miasto. Wpływ na jego postawę miały wcześniejsze rozmowy z gen. Mieczysławem Kulińskim oraz z przebywającym przy 31 pp francuskim doradcą, gen. Mourreau, którzy wskazywali na duże znaczenie operacyjne Wyszkowa. Mimo iż po pewnym czasie ponownie otrzymał kategoryczny rozkaz wstrzymania marszu, nie zrezygnował z powziętego zamiaru. W pościgu za nieprzyjacielem jego pułk oderwał się od macierzystej dywizji na odległość blisko 30 kilometrów.
Zadanie stojące przed 31 pp nie było łatwe. Do miasta można było dostać się w zasadzie tylko przez most kolejowy na Bugu. Most drogowy był bowiem częściowo zniszczony i przejść mogli po nim jedynie pojedynczy żołnierze z lekką bronią. Nad brzegiem rzeki przeciwnik ulokował liczne gniazda karabinów maszynowych. W samym mieście kwaterował sztab bolszewickiej 3 Armii Władimira Łazariewicza oraz pododdziały 57 pułku strzelców.
Kapitan Bołtuć i jego żołnierze, staczając po drodze kilka drobnych potyczek, dotarli do Wyszkowa 18 sierpnia wieczorem. Most kolejowy obłożono ogniem broni maszynowej, uniemożliwiając bolszewikom jego wysadzenie. Następnie kpt. Bołtuć przystąpił do organizowania natarcia. Na most kolejowy rzucił III batalion por. Stanisława Lewickiego, a na most drogowy – I batalion por. Wacława Budrewicza. Generał Mourreau osobiście udał się konno na tyły, skąd sprowadził jeszcze pluton 10 pap pod dowództwem por. Ciby. Ogniem dział zlikwidowano gniazda bolszewickich ckmów, po czym gwałtownym atakiem, który trwał niespełna 20 minut, polska piechota wdarła się do miasta.
Od godziny 21.00 do 24.00 trwały walki uliczne, w których udział wzięli także mieszkańcy miasta. Bolszewicy dwukrotnie próbowali odbić Wyszków, lecz ich kontrataki zostały odparte. Około północy walki zaczęły zamierać.

## Bilans
Podczas walk o Wyszków 31 pp wziął około 400 jeńców, a także zdobył jedno działo, 100 wozów taborowych, 200 koni i sztandar 57 ps. Straty własne wyniosły kilkunastu zabitych i rannych.
Zwycięstwo miało duże znaczenie operacyjne. Oddziałom bolszewickiej 3 Armii znajdującym się na obszarze między Bugiem a Narwią groziło okrążenie, w związku z czym musiały przystąpić do pośpiesznego odwrotu.
Zdobycie Wyszkowa odnotowano w komunikacie Naczelnego Dowództwa z 19 sierpnia 1920 roku:

[…] armja 7-ma, posuwając się pod Radzymin, zajęła Wyszków, gdzie przekroczyła Bug, oskrzydlając tem samem oddziały przeciwnika, znajdującego się w klinie pomiędzy Bugiem a Narwią.

Generał Mourreau w liście do dowódcy 1 Armii gen. Franciszka Latinika rekomendował udzielenie nagrody kpt. Bołtuciowi, podkreślając „inicjatywę i szybkość”, z którymi przeprowadził natarcie na Wyszków.